# Harald Fritzsch
Harald Fritzsch   (Zwickau, 10 de febrer de 1943 - Múnic, 16 d'agost de 2022) fou un físic teòric alemany conegut per les seves contribucions a la teoria de quarks, el desenvolupament de la cromodinàmica quàntica i de la teoria de la gran unificació del model estàndard de física de partícules.

## Educació i carrera
Fritzsch va estudiar Física en Leipzig de 1963 a 1968. Després de fugir a l'Alemanya Occidental, va continuar els seus estudis a Múnic on va treballar juntament amb Werner Heisenberg i va acabar el seu doctorat sota supervisió de Heinrich Mitter. Després de passar un any al CERN amb Murray Gell-Mann es van traslladar a l'Institut Tecnològic de Califòrnia on el 1971 van introduir, amb William A. Bardeen, el concepte de càrrega de color per a explicar la taxa de desintegració dels pions. Un any més tard, Gell-Mann i Fritzsch va proposar una teoria de gauge per a la interacció forta, anomenada cromodinàmica quàntica. El 1975 Fritzsch va publicar un article juntament amb Peter Minkowski proposant per primer cop el grup de simetria SO(10) com a simetria de la Teoria de la gran unificació. Després de treballar un any a la Universitat de Wuppertal i a la Universitat de Berna, esdevingué professor a la Universitat Ludwig Maximilian de Múnic el 1980, d'on es va retirar el 2008.

## Treballs
- Quarks: La matèria de la matèria (1989, ISBN 978-0465067848)
- La Creació de matèria: L'Univers de cap a peus (1984, ISBN 978-0465014460)
- Una Equació Que va Canviar el Món: Newton, Einstein, i la Teoria de Relativitat (1997, ISBN 0226265587)
- La Curvatura d'Espai-temps: Newton, Einstein, i Gravitació (2005, ISBN 978-0231118217)
- Partícules elementals: Construint Blocs de Matèria (2005, ISBN 978-9812564085)
- Escapada De Leipzig (2008, ISBN 978-9812793065)
- Les Constants Fonamentals: Un Misteri de Físiques (2009, ISBN 978-9812834324 (paperback))
- T'equivoques, Einstein!: Newton, Einstein, Heisenberg i Feynman Parlen de Mecànica Quàntica (2011, ISBN 978-9814324991)
- Microcosmos: El Món de Partícules Elementals: Fictional Discussions entre Einstein, Newton, i Gell-Mann (2013, ISBN 978-9814449984)
- 50 Anys de Quarks (amb Murray Gell-Mann, 2015, ISBN 978-9814618106)